# Nidirana noadihing
Nidirana noadihing — вид жаб родини жаб'ячих (Ranidae). Описаний у 2023 році.

## Поширення
Ендемік Індії. Відомий лише у типовому місцезнаходженні — річка Ноа-Дігінг у штаті Аруначал-Прадеш на північному сході країни.

## Опис
Жаби має міцне тіло завдовжки 46,5–59,1 мм у дорослих самців і 60,6–66,0 мм у дорослих самиць; пара субгулярних голосових мішків і дві плями шлюбної подушечки на першому пальці у дорослих самців; кінчики пальців злегка розширені і овальні; окружні крайові борозенки присутні на всіх пальцях ніг; шкіра спини з розсіяними дрібними горбиками. Присутня блідо-кремова лінія спини від кінчика морди до клоаки.